# Медах
Медах представља уметност приповедања на драмски начин и често је заступљен у исламским земљама. Медах изводи турски традиционални приповедач. Он приказује све ликове пред мањом групом људи, најчешће у кафеима. Медах уписан је 2008. године на Репрезентативну листу нематеријалног културног наслеђа човечанства.

## Историјат
Медах у турској култури уједињује традицију народних песника озана из преисламског периода и богату културу после прихватања исламске религије. Медах је нарочито био заступљен у Отоманском царству. Један приповедач пред мањом скупином људи је изводио перформанс приповедања и игре различитих ликова. Медах може да користи и реквизите као што су кишобран, марамица или неко покривало за главу (капа, шешир) да би јасно сигнализирао промену карактера. Медах је био вешт у опонашању различитих гласова и имитације различитих дијалеката. Временски није био ограничен и прилагођавао се причи и интеракцији са публиком. Квалитет саме изведбе зависио је од атмосфере између приповедача и гледалаца, способности  медаха да имитира, импровизује, приповеда вицеве који се односе на савремене догађаје. Друштвена и политичка критика је често била и предмет цензуре.
Највећи процват Медах постиже у другој половини 16. века у Истанбулу у коме се тада нагло повећао број кафеџиница где су медах приповедачи наступали.
Почетак и крај представе је био увек са укалупљеним фразама и клишеима. Затим су причане приче из старије турске традиције, некад нерелигиозне теме и теме из свакодневног живота. Нарочито су биле популарне љубавне народне приче блискоисточних народа.

### Где су учествовали
Медаси су учествовали у кафанама где се служила кафа, каравансарајима, базарима, црквама. Углавном су наступали пред неписменим становништвом.